# Planalto da Humpata
Planalto da Humpata är en platå i Angola.   Den ligger i provinsen Huíla, i den sydvästra delen av landet, 700 kilometer söder om huvudstaden Luanda.